# تلنت ۳۳۱۵۴
سیارک ۳۳۱۵۴ (به انگلیسی: 33154 Talent، نامگذاری:1998DT15) سی و سه هزار و صد و پنجاه و چهارمین سیارک کشف شده‌است که در ۲۲ فوریه ۱۹۹۸ کشف شد.